# عريشة (شبام)

'

تعديل مصدري - تعديل

عريشة هي إحدى قرى وادي بن علي بمديرية شبام التابعة لمحافظة حضرموت، بلغ تعداد سكانها 57 نسمة حسب تعداد اليمن لعام 2004.